# Мерисвил (Вашингтон)
Мерисвил (енгл. Marysville) град је у америчкој савезној држави Вашингтон. По попису становништва из 2010. у њему је живело 60.020 становника.

## Демографија
Према попису становништва из 2010. у граду је живело 60.020 становника, што је 34.705 (137,1%) становника више него 2000. године.
| Група             | 2000.          | 2010.          |
| Белци             | 21.762 (86,0%) | 45.396 (75,6%) |
| Афроамериканци    | 257 (1,0%)     | 1.114 (1,9%)   |
| Азијати           | 967 (3,8%)     | 3.382 (5,6%)   |
| Хиспаноамериканци | 1.222 (4,8%)   | 6.178 (10,3%)  |
| Укупно            | 25.315         | 60.020         |